# Spitfire (marque)
Pour les articles homonymes, voir Spitfire.
 (janvier 2012).
Si vous disposez d'ouvrages ou d'articles de référence ou si vous connaissez des sites web de qualité traitant du thème abordé ici, merci de compléter l'article en donnant les références utiles à sa vérifiabilité et en les liant à la section « Notes et références ».

Spitfire Wheels, couramment appelée Spitfire est une marque de roues de skateboard. Elle appartient à Deluxe Distribution.
Le logo de Spitfire est un visage, ressemblant à un smiley, dont les cheveux seraient remplacés par des flammes.
Spitfire distribue des roues, mais également des vêtements et accessoires propres au monde du skateboard.